# Barbara Mikulski
Barbara Ann Mikulski (nacida el 20 de julio de 1936 en Baltimore) es una política estadounidense afiliada al Partido Demócrata. Fue senadora por el estado de Maryland desde 1986 hasta 2017, habiendo sido reelegida cuatro veces. Previamente fue Representante por su estado. Es la mujer que más años ocupó un escaño en la historia del Congreso de los Estados Unidos.
Criada en el barrio Highlandtown de East Baltimore, asistió al Mount Saint Agnes College y la Universidad de Maryland en donde aprenderia a ser trabajadora social. Originalmente era trabajadora social y organizadora de la comunidad, que fue elegida para el Consejo de Baltimore en 1971 después de pronunciar un discurso muy publicitado en el "movimiento étnico" en Estados Unidos. Fue elegida miembro de la Cámara de Representantes de Maryland en 1976, y en 1986 se convirtió en la primera mujer elegida para el Senado de Maryland.
Desde la muerte del senador Daniel Inouye en diciembre de 2012 hasta el 2015, Mikulski presidió el Comité de Asignaciones del Senado, la primera mujer y primera persona de ese estado a ocupar el cargo. Ella ahora es el miembro de la minoría ranking. Ella también es miembro del Comité de la Salud, Educación, Trabajo y Pensiones y el Comité Selecto de Inteligencia.
Después de cinco períodos en el cargo, el 2 de marzo de 2015, Mikulski anunció que se retiraría al final de 114 Congreso en 2017

## Condecoraciones
- Junio del 2013. Medalla honorífica Bene Merito, otorgada por el ministro de Relaciones Exteriores de Polonia.